# Værøy
Værøy è un'isola (una delle Lofoten) e un comune norvegese della contea di Nordland.